# Aspidosmia volkmanni
Aspidosmia volkmanni är en biart som först beskrevs av Heinrich Friese 1909.  Aspidosmia volkmanni ingår i släktet Aspidosmia och familjen buksamlarbin. Inga underarter finns listade i Catalogue of Life.